# Pietralba
Pietralba är en kommun i departementet Haute-Corse på ön Korsika i Frankrike. Kommunen ligger i kantonen Le Haut-Nebbio som tillhör arrondissementet Bastia. År 2022 hade Pietralba 503 invånare.

## Befolkningsutveckling
Antalet invånare i kommunen Pietralba
Referens:INSEE